# Saint-Pierre-de-Frugie
Saint-Pierre-de-Frugie (okzitanisch Sent Peir de Frègia) 482 Einwohnern (Stand 1. Januar 2022) im Nordosten des Départements Dordogne, Region Nouvelle-Aquitaine. Sie gehört zum Arrondissement Nontron und zum Kanton Thiviers. Zuständiger Gemeindeverband ist die Communauté de communes Périgord-Limousin. Die Gemeinde ist integraler Bestandteil des Regionalen Naturparks Périgord-Limousin.

## Etymologie
Der Name der Gemeinde leitet sich ab vom Heiligen Petrus sowie möglicherweise vom Lateinischen fracto Jove (zerbrochener Jupiter), wahrscheinlich in Anspielung an einen zerstörten Jupitertempel. Hinter der im Jahr 1382 verwendeten Bezeichnung Sanctus Petrus de fracto Jove dürfte sich wohl aber eher der germanische Eigenname Frotgius verbergen.

## Geographie

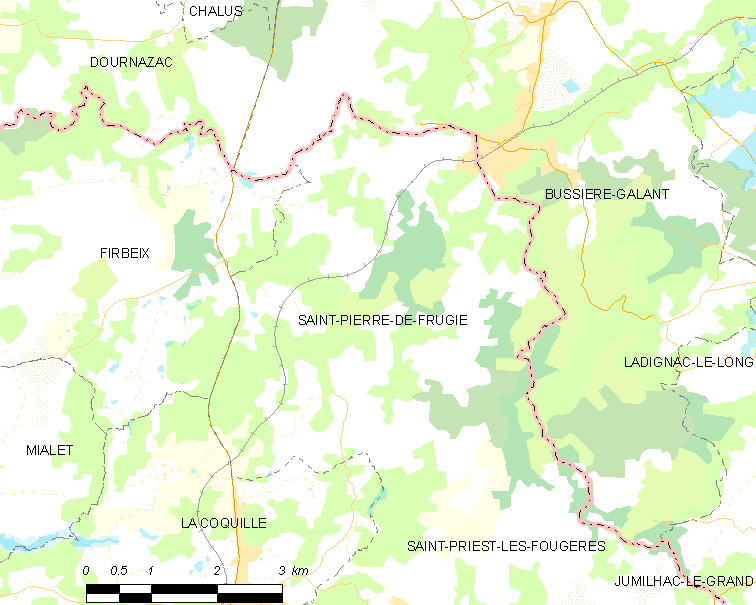
Lagekarte von Saint-Pierre-de-Frugie

Saint-Pierre-de-Frugie liegt 4 Kilometer nordöstlich von La Coquille und 9 Kilometer südlich von Châlus (Luftlinie). Die Gemeinde ist Grenzgemeinde zum Département Haute-Vienne. Sie wird von folgenden Nachbargemeinden umgeben:
| Bussière-Galant | Bussière-Galant (Département Haute-Vienne)  |                           |
| Firbeix         | Kompassrose, die auf Nachbargemeinden zeigt | Bussière-Galant           |
| La Coquille     | Saint-Priest-les-Fougères                   | Saint-Priest-les-Fougères |

Neben dem Ortskern besteht die Gemeinde aus folgenden Geländepunkten, Weilern, Gehöften, Mühlen und Schlössern: Aillac, Bussin, Château de Frugie, Château de Montcigoux, Château de Vieillecour, Fot, Froidefond, L'Age, La Gare, La Grange, La Lande du Puy, Le Breuilh, Le Mont, Le Grand Bois, Le Moulin de Bussin, Le Moulin du Breuilh, Le Pont de Montcigoux, Le Puy, Les Landes d'Arsac, Les Landes de Vieillecour, Les Poujades, Les Trois Fontaines, Loubatour, Montcigoux, Plagne de Vassoux, Puy de l'Age, Les Landes du Puy, Puy Morliou, Tulle, Vassoux, Verdenille und Vieillecour.
Der topographisch tiefste Punkt im Gemeindegebiet mit 305 Metern liegt an der Südgrenze südlich von Le Breuilh; hier verlässt die Valouse die Gemeinde in Richtung Süden. Der höchste Punkt mit 491 Meter befindet sich an der Ostgrenze zu Saint-Nicolas-de-Courbefy (Gemeinde Bussière-Galant) im Forêt de Vieillecour. Er stellt damit auch die höchste Erhebung im Département Dordogne dar. Der maximale Höhenunterschied beträgt 186 Meter.

### Verkehrsanbindung
Den Ortskern von Saint-Pierre-de-Frugie quert die von Norden kommende D 67; sie verbindet die Ortschaft La Gare (Gemeinde Bussière-Galant) mit La Coquille. Am Westrand des Gemeindegebietes zieht die Hauptverkehrsader  N 21 (Limoges – Périgueux) in Nord-Süd-Richtung vorbei. Die Gemeinde wird außerdem von der Bahnstrecke Nexon – La Coquille in südsüdwestlicher Richtung durchzogen, Teilstück der Bahnstrecke Limoges-Bénédictins–Périgueux.

### Bodenbedeckung

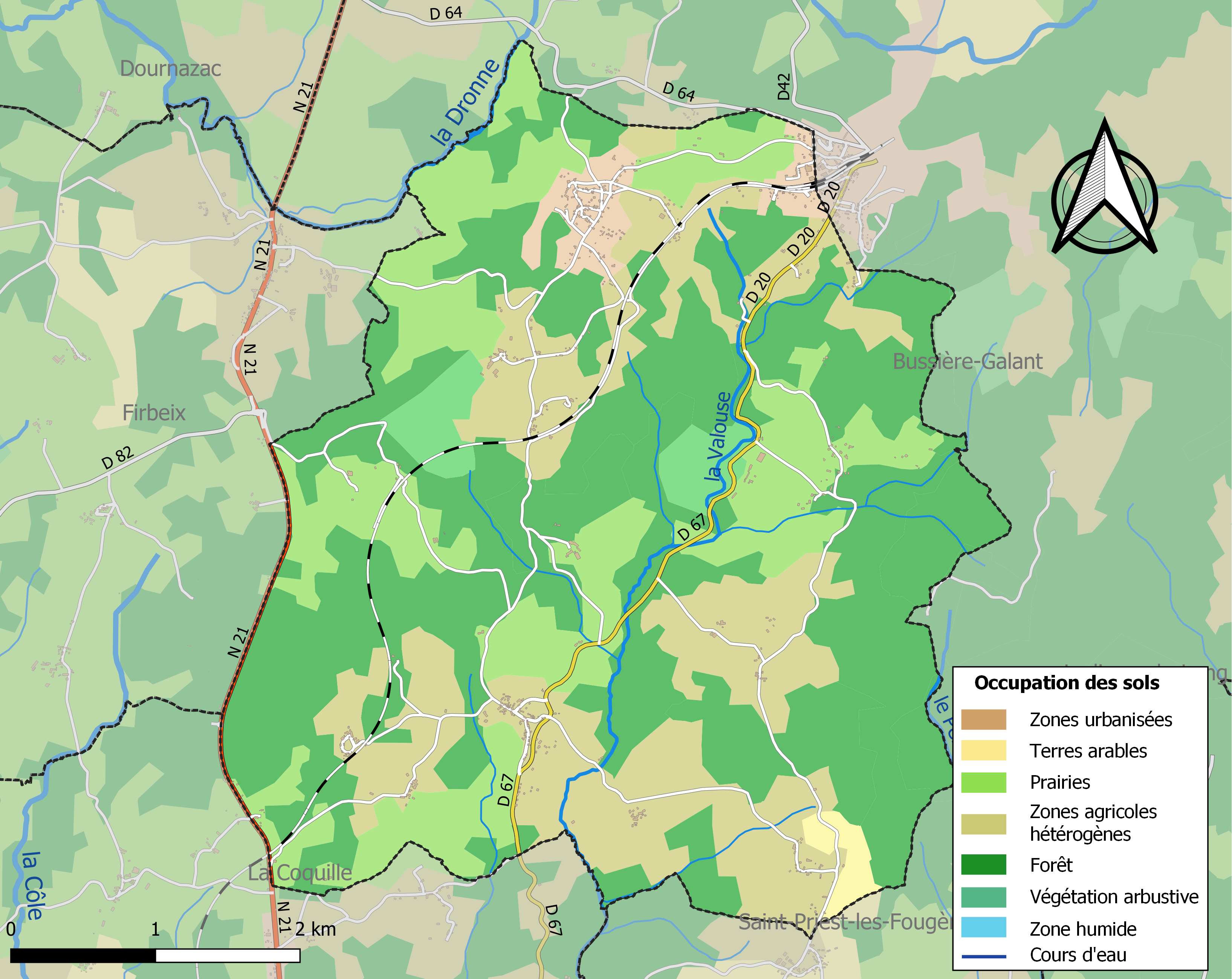
Bodenbedeckung in Saint-Pierre-de-Frugie

Die Bodenbedeckung der Gemeinde Saint-Pierre-de-Frugie schlüsselt sich im Jahr 2018 gemäß der europäischen Datenbank CORINE Land Cover (CLC) wie folgt auf:
- Wälder – 48,0 %
- heterogene landwirtschaftliche Nutzung – 24,5 %
- Wiesen – 21,1 %
- Städtebaulich beansprucht – 2,6 %
- Buschwerk – 2,8 %
- Ackerland – 0,9 %

Die forstwirtschaftliche Nutzung steht im Vordergrund. Der Anteil der forstwirtschaftlichen Nutzflächen (Wälder und Buschwerk) hat sich seit 1990 von 49,9 % auf 50,8 % leicht erhöht.

## Klima
Saint-Pierre-de-Frugie besitzt ein abgeschwächtes ozeanisches Klima, das sich durch folgende Parameter auszeichnet:
| Klimaparameter im Zeitraum 1971–2000 - Jahresmittel: 11,4 °C - Anzahl der Tage unter −5 °C: 3,3 - Anzahl der Tage oberhalb 30 °C: 4,7 - Maximum im Tages-Temperaturunterschied: 14,7 °C - Jahresniederschlag: 1160 mm - Niederschlagstage im Januar: 14,1 - Niederschlagstage im Juli: 8,0 |

Durch den Klimawandel zeichnen sich Erhöhungen im Jahresmittel ab, die sich bereits auch bemerkbar machen. So ist beispielsweise an der 36 Kilometer entfernten Wetterstation am Flughafen von Limoges-Bellegarde das langjährige Jahresmittel von 11,2 °C für 1971–2000 über 11,4 °C für 1981–2010 auf 11,8 °C für 1991–2020 angestiegen – ein Zuwachs um 0,6 °C innerhalb von 20 Jahren.

## Hydrographie

Hydrographische Karte von Saint-Pierre-de-Frugie

Das Gemeindegebiet von Saint-Pierre-de-Frugie wird in etwa mittig von der Valouse in südlicher Richtung entwässert. Die Valouse nimmt mehrere kleinere rechte und zwei linke Seitenbäche auf. Der Périgord fließt aus dem Massiv von Vieillecour (Forêt de Vieillecour) ebenfalls in südlicher Richtung ab und bildet auch die Südostgrenze zur Nachbargemeinde Bussière-Galant (Ortsteil Saint-Nicolas-de-Courbefy). Die Dronne legt die Nordwestgrenze zu Bussière-Galant fest.
Valouse, Périgord und Dronne gehören zum Flusssystem Isle-Dronne.
Die Gesamtlänge des Entwässerungsnetzes in der Gemeinde Saint-Pierre-de-Frugie beträgt 26 Kilometer.

## Geologie

Geologische Karte von Saint-Pierre-de-Frugie

Die Gemeinde Saint-Pierre-de-Frugie befindet sich vollständig auf dem metamorphen Grundgebirge des nordwestlichen Massif Central. 
Die anstehenden Gesteine bilden Teil der Unteren Gneisdecke, es handelt sich hier vorwiegend um Paragneise (ζ1-(2)), Leptynite (λ3-5) und leptynitische Augengneise (oλ3m). Diese metamorphen Gesteine aus der Sillimanitzone werden im Osten des Gemeindegebietes (Forêt de Viellecour) vom Saint-Nicolas-Courbefy-Granit intrudiert (γ2Mb), einem feinkörnigen, kalkalkalischen (monzonitischen) Zweiglimmergranit. Gelegentliche kleinere Amphibolitkörper (δ) sind im Granit (beispielsweise bei Fot) oder im Paragneis (bei Loubatour) eingeschlossen.
Die La Coquille-Störung quert die Gemeinde in nordöstlicher Richtung (N 040 – N 050) – ein System mehrerer, in etwa parallel orientierter Störungen. Entlang dieser Störungszone haben sich einige mineralisierte Quarzgänge (Q) gebildet. Die Ausgangsgesteine wurden ferner gelegentlich in Kataklasite oder Mylonite umgewandelt (beispielsweise bei Le Puy). Die Störungszone durchschlägt auch den Granit und hat ihn stellenweise kataklasiert.
Der Saint-Nicolas-Courbefy-Granit wird stellenweise von einer sehr deutlichen, in situ erfolgten Alteration betroffen (Formation A), deren Alter nicht etabliert ist (wahrscheinlich Pleistozän und jünger). In der Talung der Dronne westlich von Montcigoux liegt holozänes Alluvium (Formation Fz).
Als Mineralisierungen in den Quarzgängen sind anzuführen: Bleiglanz und Zinkblende, sowie Antimonit, Arsenopyrit, Chalkopyrit, Covellin und Pyrit (bei Château de Vieillecour und Le Puy).

## Ökologie

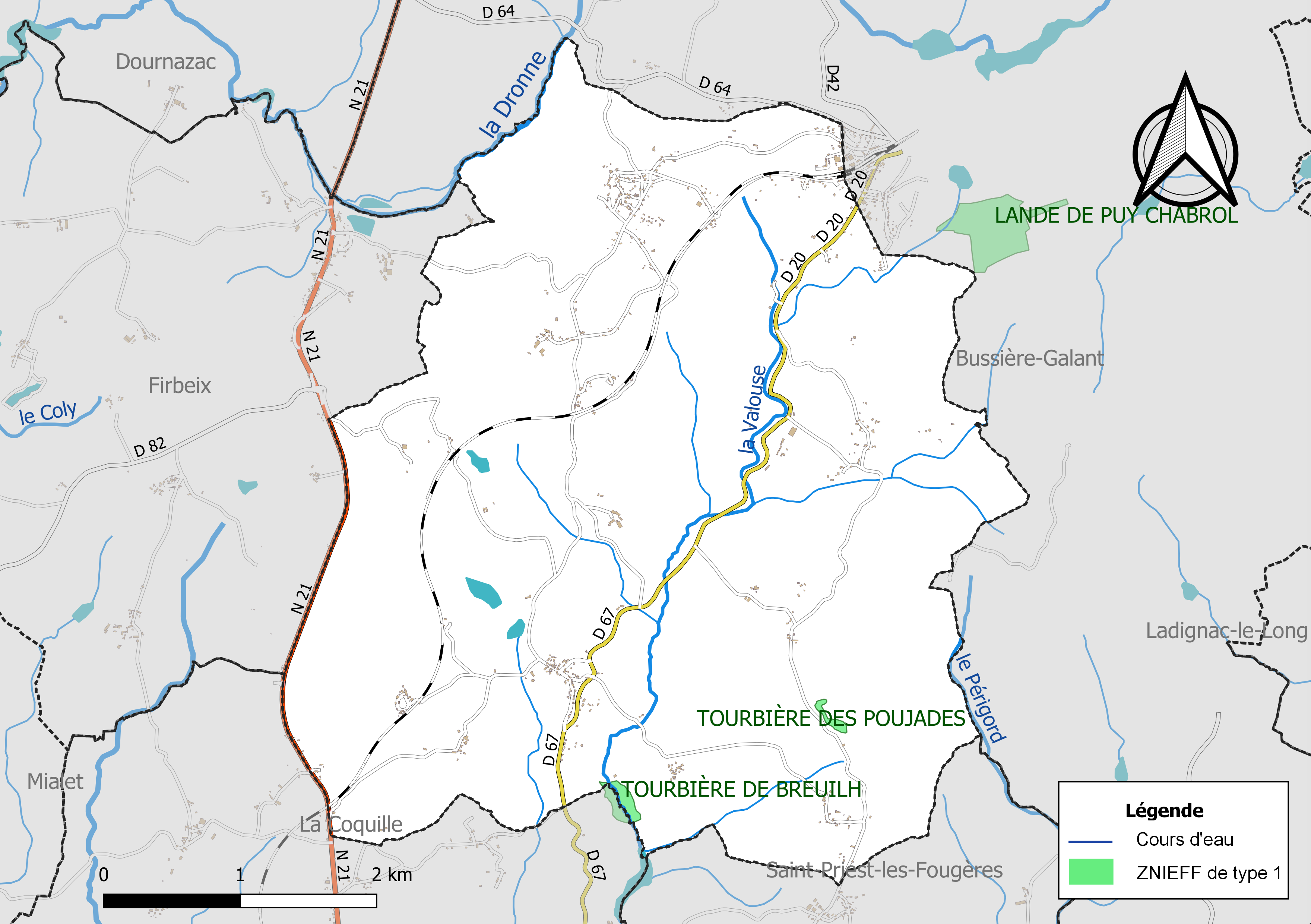
Schutzgebiete des Typus 1 in Saint-Pierre-de-Frugie

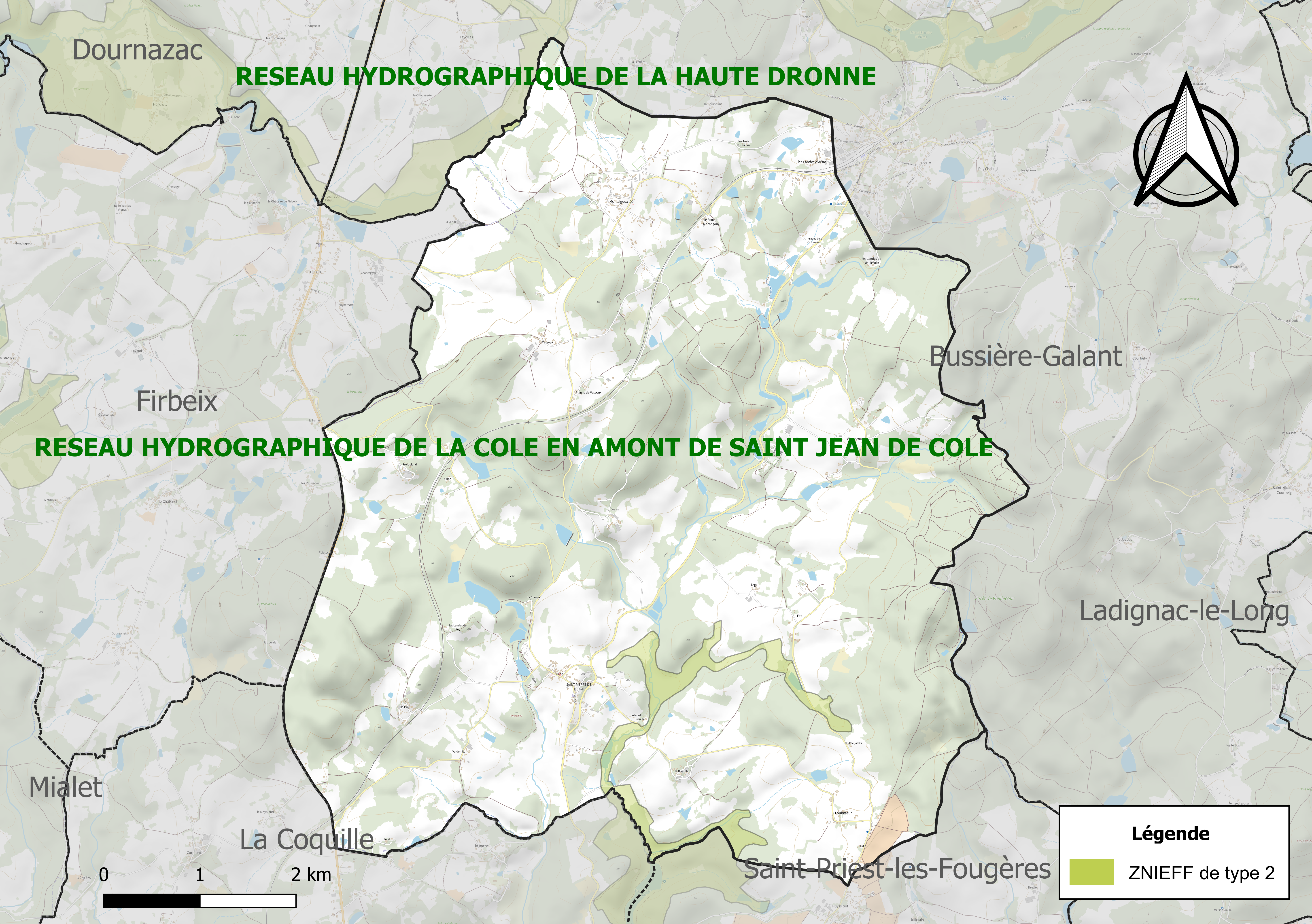
Schutzgebiete des Typus 2 in Saint-Pierre-de-Frugie

### Naturpark
Die Gemeinde Saint-Pierre-de-Frugie bildet seit 1998 einen integralen Bestandteil des Regionalen Naturparks Périgord-Limousin.

### Schutzgebiete

#### Schutzgebiete des Typus 1
Die Gemeinde beherbergt zwei kleine Schutzzonen erster Ordnung (Französisch ZNIEFF = zone naturel d'interêt faunistique et floristique). Einmal das Moorgebiet von  Le Breuilh (tourbière de Breuilh) am Unterlauf der Valouse, sowie das Moor von Les Poujades (tourbière des Poujades) etwas weiter östlich.

#### Schutzgebiete des Typus 2
Unter dem Titel reseau hydrographique de la Haute Dronne (hydrographisches Netz des Dronne-Oberlaufs) bildet die Talung der Dronne an der Nordwestecke der Gemeinde ein Schutzgebiet des Typus 2. Auch der Unterlauf der Valouse mit zwei linken Seitenzweigen stellt ein Schutzgebiet des Typus 2 dar, es fungiert unter dem Titel reseau hydrographique de la Côle en amont de Saint-jean-de-Côle (hydrographisches Netz der Côle oberhalb von Saint-Jean-de-Côle).

## Geschichte
Älteste erhaltene Baureste in der Gemeinde Saint-Pierre-de-Frugie finden sich am Château de Montcigoux aus dem 12. Jahrhundert. In etwa gleich alt dürfte auch die romanische Kirche im Ortskern sein. Das Château de Frugie geht ins 14. und 15. Jahrhundert zurück. Das Château de Vieillecour stammt aus dem 16. Jahrhundert. Auf der Cassini-Karte von 1746 wird der Ort als Frugie aufgeführt.

## Bevölkerungsentwicklung
| Jahr | Einwohner |  |
| 1962 | 679       |  |
| 1968 | 584       |  |
| 1975 | 516       |  |
| 1982 | 487       |  |
| 1990 | 413       |  |
| 1999 | 373       |  |
| 2006 | 403       |  |
| 2007 | 407       |  |
| 2012 | 383       |  |
| 2016 | 391       |  |
| 2017 | 398       |  |
| 2019 | 404       |  |

Quelle: INSEE
Die Bevölkerungszahlen von Saint-Pierre-de-Frugie waren bis 1999 stark rückläufig, haben sich aber seitdem stabilisiert.

## Verwaltung
Bürgermeister von Saint-Pierre-de-Frugie ist seit März 2008 der parteilose Gilbert Chabaud, Leiter eines Unternehmens im Ruhestand. Er wurde im Mai 2020 wiedergewählt.

## Präsidentschaftswahlen 2022
| Kandidaten                       | Kandidaten            | Parteien                      | Parteien            | 1. Wahlgang | 1. Wahlgang | 2. Wahlgang | 2. Wahlgang |
| Kandidaten                       | Kandidaten            | Parteien                      | Parteien            | Stimmen     | %           | Stimmen     | %           |
| -------------------------------- | --------------------- | ----------------------------- | ------------------- | ----------- | ----------- | ----------- | ----------- |
|                                  | Emmanuel Macron       | En marche !                   | EM                  | 57          | 19,13 %     | 135         | 52,12 %     |
|                                  | Marine Le Pen         | Front national                | FN                  | 71          | 23,83 %     | 124         | 47,88 %     |
|                                  | Jean-Luc Mélenchon    | Front de gauche               | FDG                 | 83          | 27,85 %     |             |             |
|                                  | Éric Zemmour          | Reconquête                    |                     | 24          | 8,05 %      |             |             |
|                                  | Valérie Pécresse      | Les Républicains              | LR                  | 6           | 2,01 %      |             |             |
|                                  | Jean Lassalle         | Résistons !                   | R                   | 24          | 8,05 %      |             |             |
|                                  | Anne Hidalgo          | Parti socialiste              | PS                  | 3           | 1,01 %      |             |             |
|                                  | Fabien Roussel        | Parti communiste français     | PC                  | 14          | 4,70 %      |             |             |
|                                  | Nicolas Dupont-Aignan | Debout la République          | DLR                 | 9           | 3,02 %      |             |             |
|                                  | Yannick Jadot         | Europe Écologie-Les Verts     | EELV                | 6           | 2,01 %      |             |             |
|                                  | Nathalie Arthaud      | Lutte Ouvrière                | LO                  | 1           | 0,34 %      |             |             |
|                                  | Philippe Poutou       | Nouveau Parti anticapitaliste | NPA                 | 0           | 0,00 %      |             |             |
|                                  |                       |                               |                     |             |             |             |             |
| Gesamt                           | Gesamt                | Gesamt                        | Gesamt              | 298         | 100 %       | 259         | 100 %       |
|                                  |                       |                               |                     |             |             |             |             |
| Gültige Stimmen                  | Gültige Stimmen       | Gültige Stimmen               | Gültige Stimmen     | 298         | 98,03 %     | 259         | 85,20 %     |
| Ungültige Stimmen                | Ungültige Stimmen     | Ungültige Stimmen             | Ungültige Stimmen   | 6           | 1,97 %      | 45          | 14,80 %     |
| Wahlbeteiligung                  | Wahlbeteiligung       | Wahlbeteiligung               | Wahlbeteiligung     | 304         | 79,37 %     | 304         | 79,58 %     |
| Enthaltungen                     | Enthaltungen          | Enthaltungen                  | Enthaltungen        | 79          | 20,63 %     | 78          | 20,42 %     |
| Registrierte Wähler              | Registrierte Wähler   | Registrierte Wähler           | Registrierte Wähler | 383         |             | 382         |             |
|                                  |                       |                               |                     |             |             |             |             |
| Quelle: Ministère de l'Intérieur |                       |                               |                     |             |             |             |             |

Die Präsidentschaftswahlen 2022 in Saint-Pierre-de-Frugie konnte Emmanuel Macron für sich entscheiden.

## Wirtschaft

### Beschäftigung
Im Jahr 2015 betrug die erwerbsfähige Bevölkerung zwischen 15 und 64 Jahren 139 Personen bzw. 36,2 % der Gesamtbevölkerung. Im Vergleich zu 2010 hat sich die Zahl der Arbeitslosen von 12 auf 15 erhöht, die Arbeitslosenquote liegt somit jetzt bei 11,1 %.

### Unternehmen
Am 31. Dezember 2015 waren 29 Unternehmen in Saint-Pierre-de-Frugie ansässig, davon 13 im Sektor Handel, Transport oder Dienstleistungen, 6 in Landwirtschaft, Forsten und Fischerei, 5 im Baugewerbe, 3 in der Industrie und 2 im Sektor Verwaltung, Bildung, Gesundheit oder Soziales.

## Sehenswürdigkeiten
- romanische Kirche Saint-Pierre et Saint-Paul, baulich stark verändert im 17. Jahrhundert
- Château de Montcigoux aus dem 17. Jahrhundert mit Überresten aus dem 12. Jahrhundert
- Château de Frugie aus dem 17. Jahrhundert mit Ruinen aus dem 14. und 15. Jahrhundert, Monument historique seit 1968
- Château de Vieillecour aus dem 16. Jahrhundert, Monument historique seit 1946
- Écocentre im Weiler Froidefond, ein Ausbildungszentrum für ökologisches Bauen

## Photogalerie

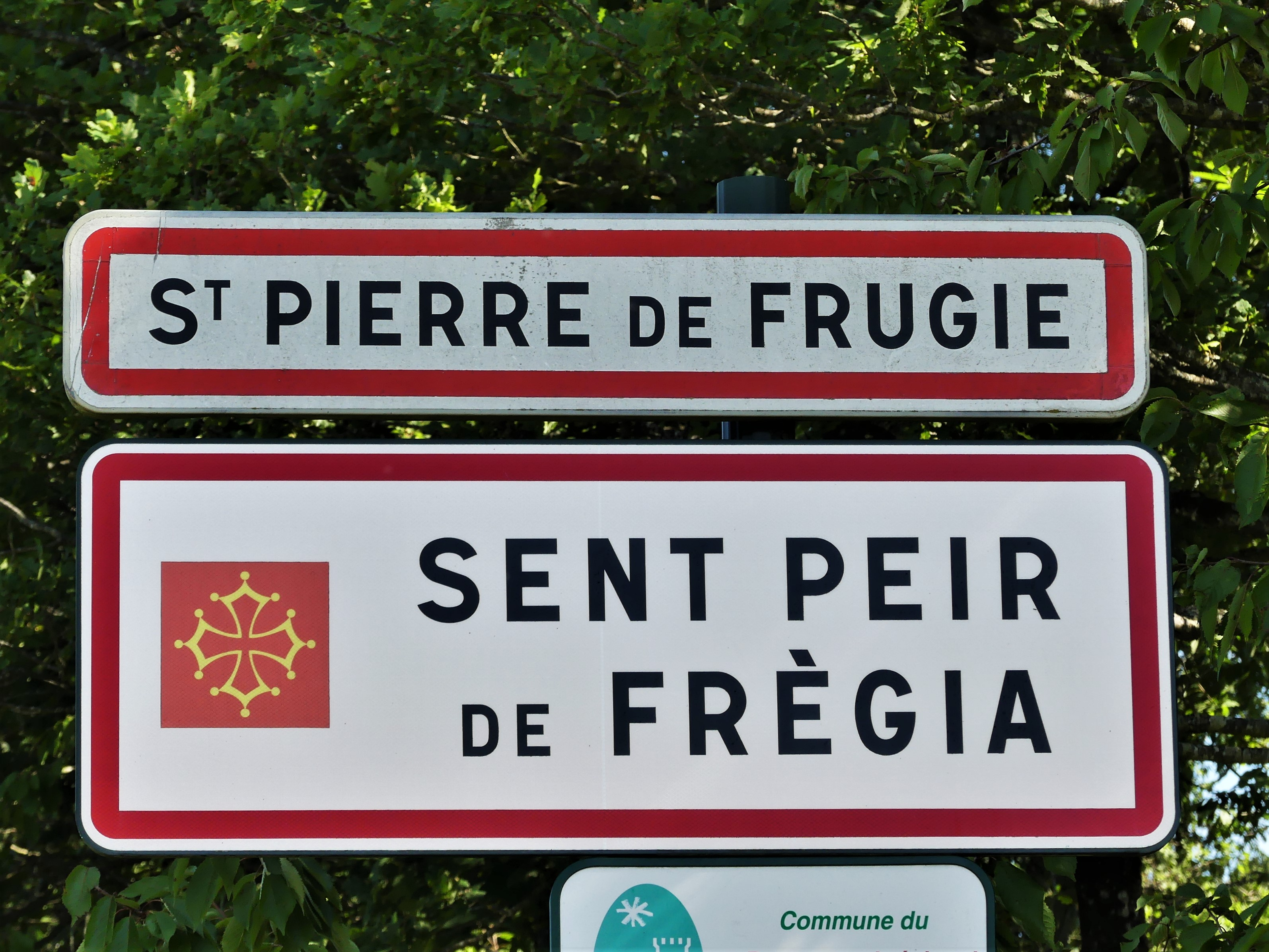
Zweisprachiges Ortsschild
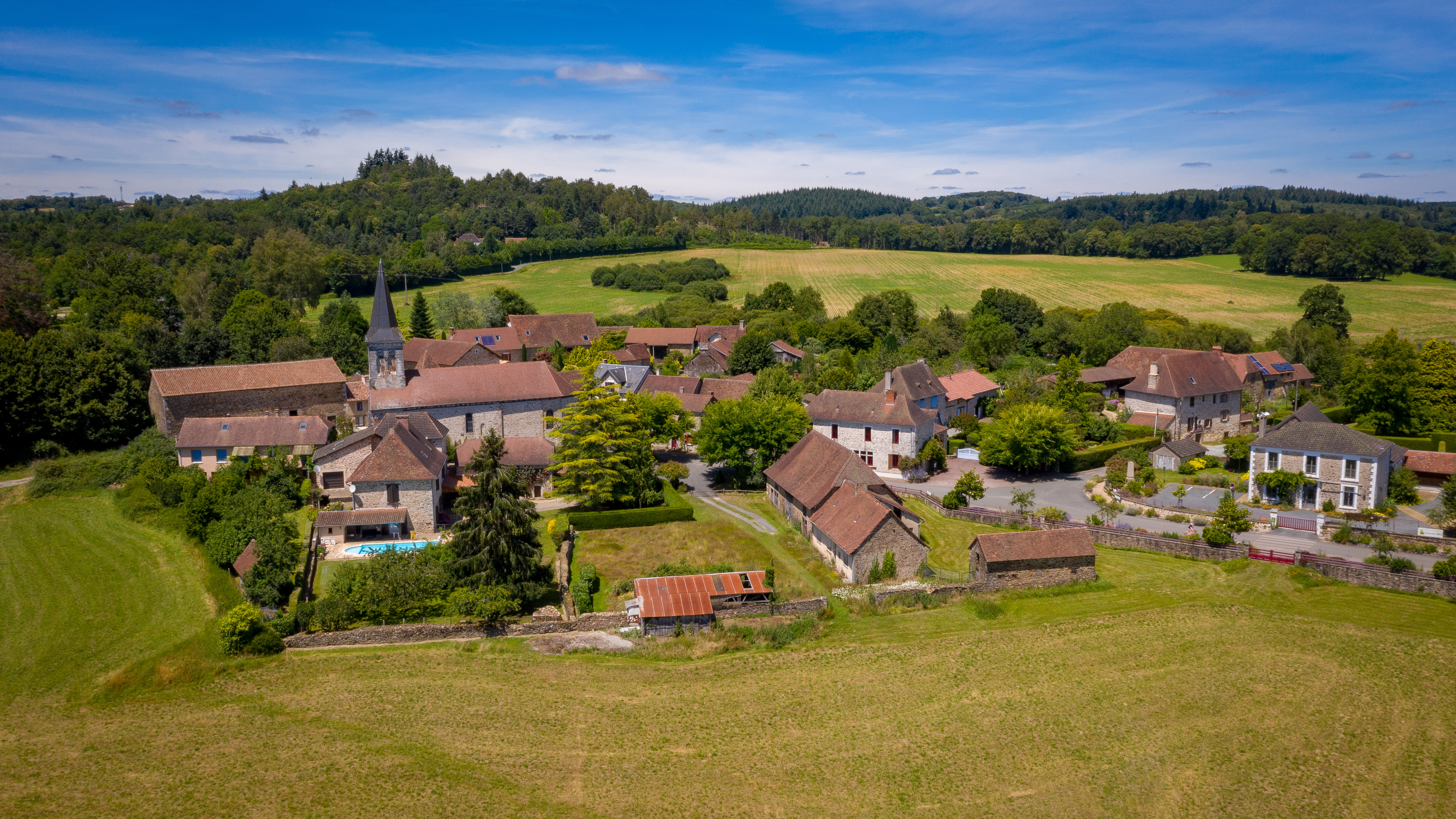
Luftbild des Ortskerns
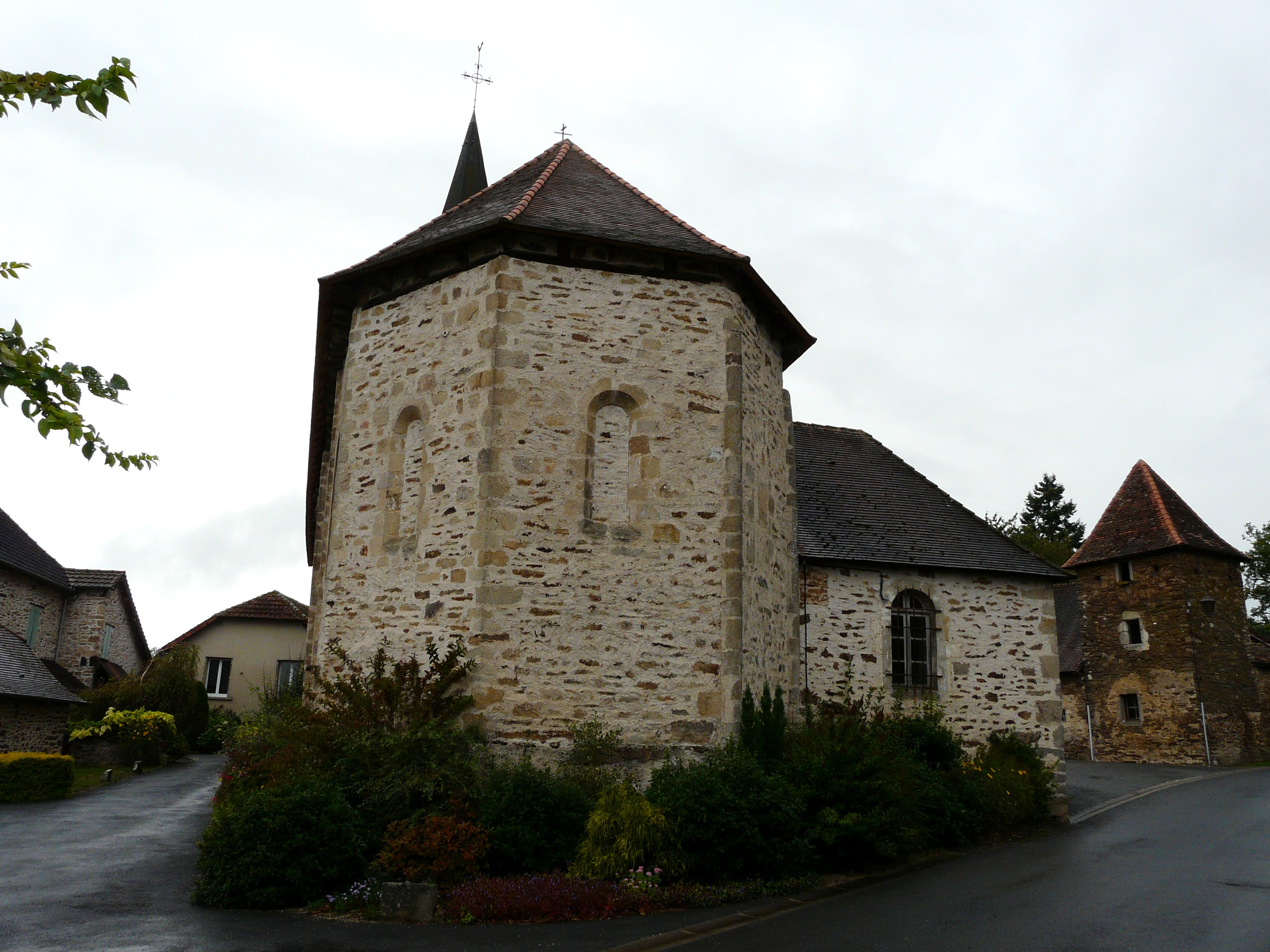
Zugemauerte Apsis vonSaint-Pierre et Saint-Paul
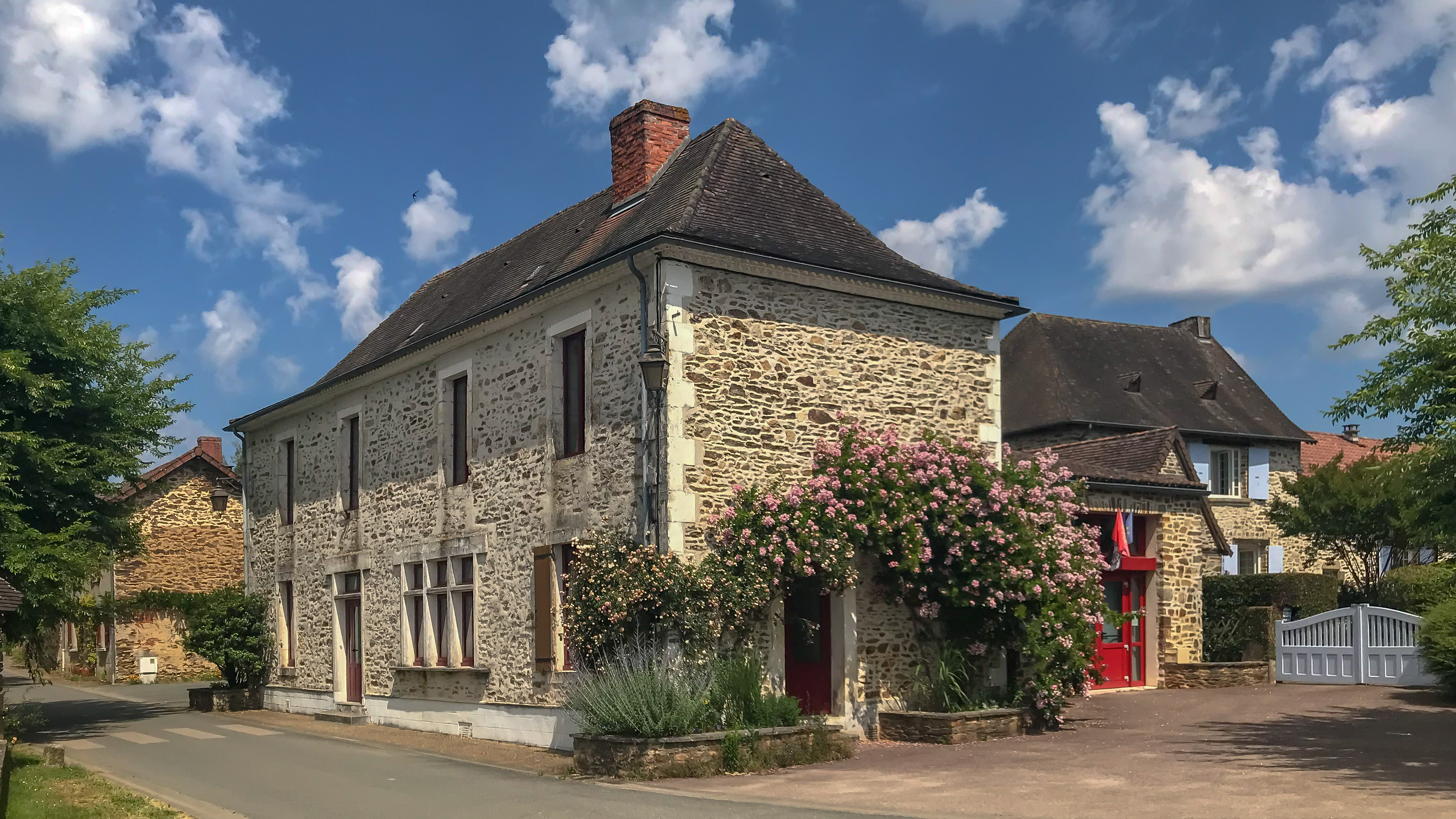
Rathaus von Saint-Pierre-de-Frugie
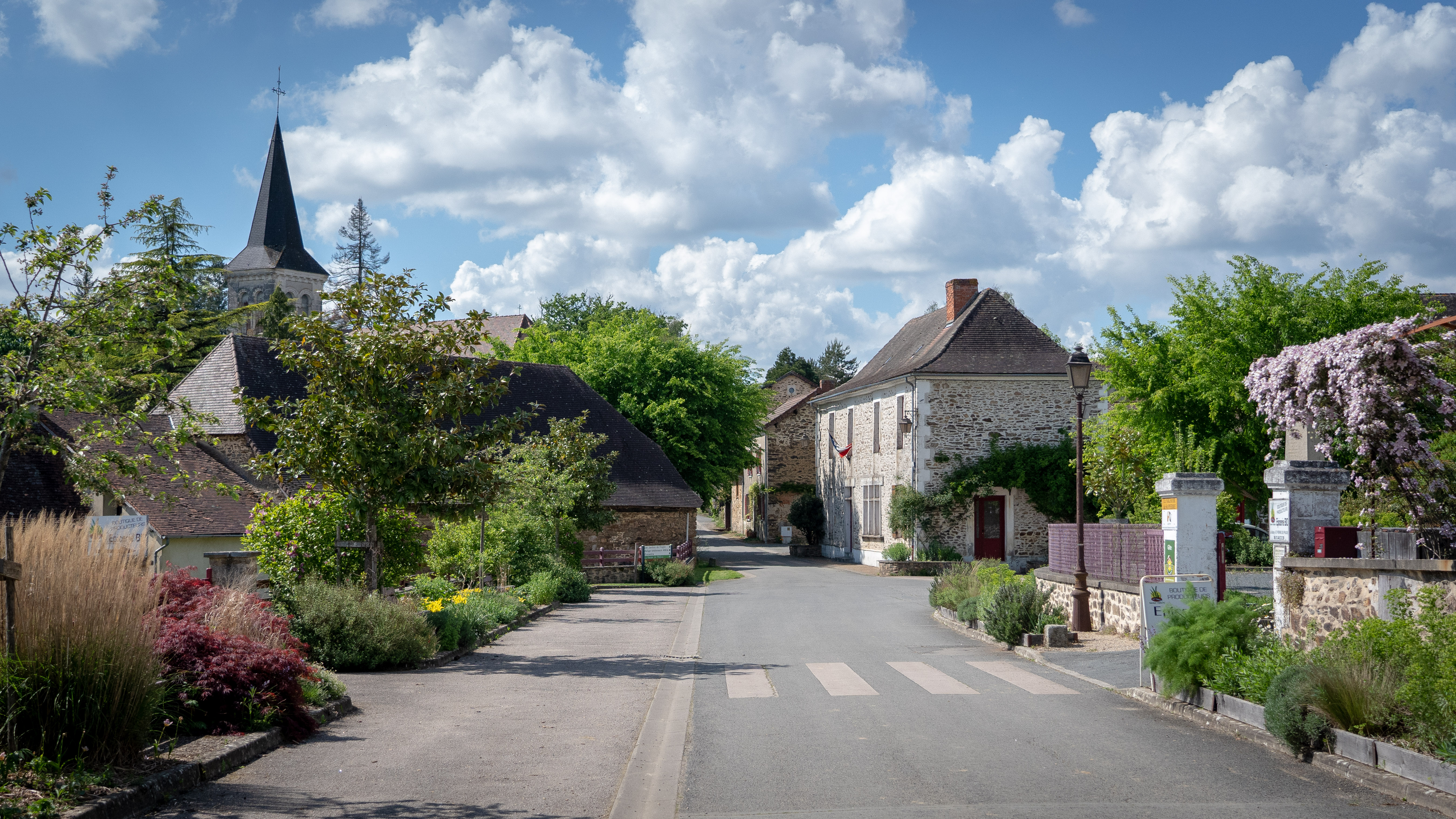
Ortskern von Saint-Pierre-de-Frugie
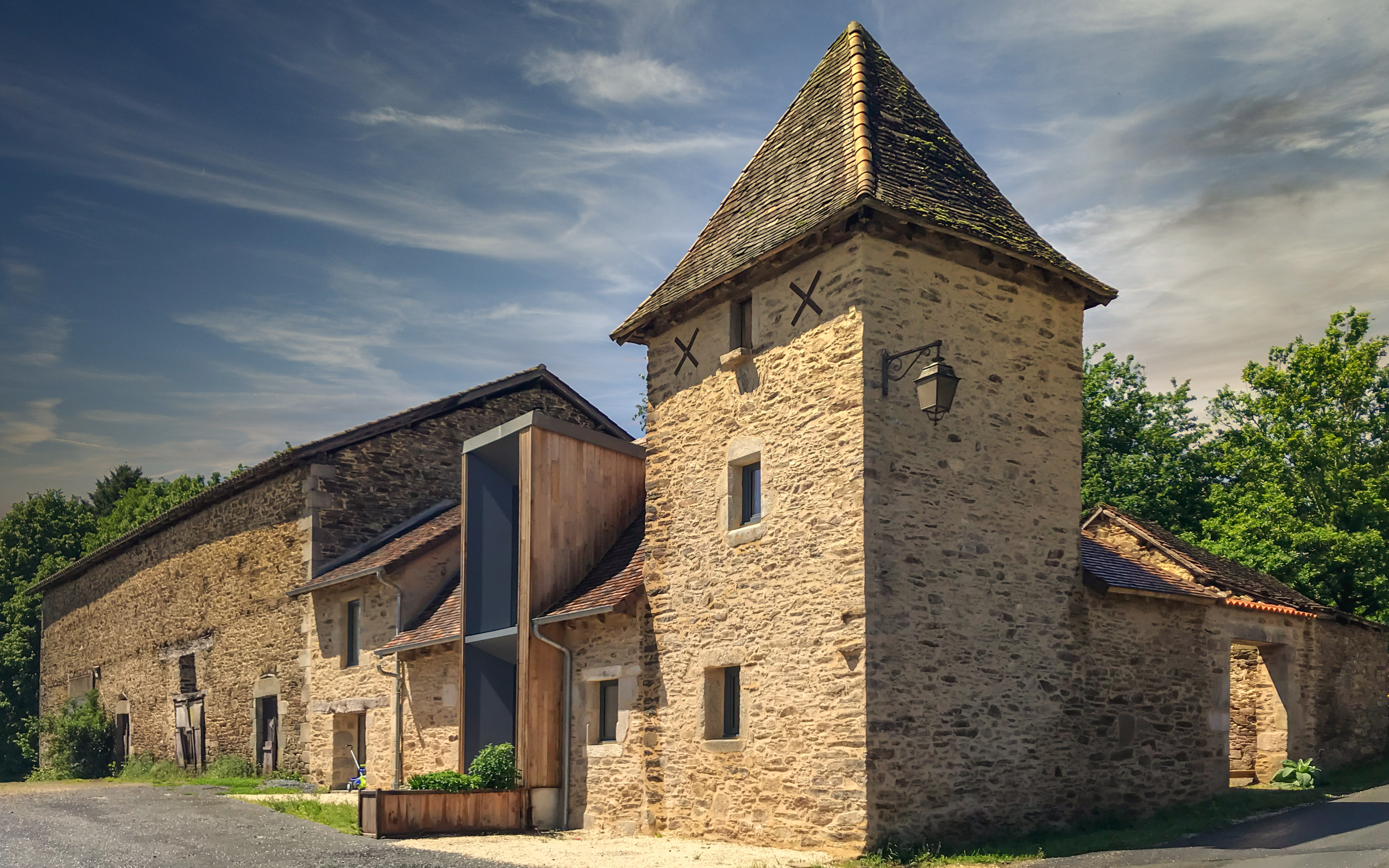
Maison Passerelle im Ortskern
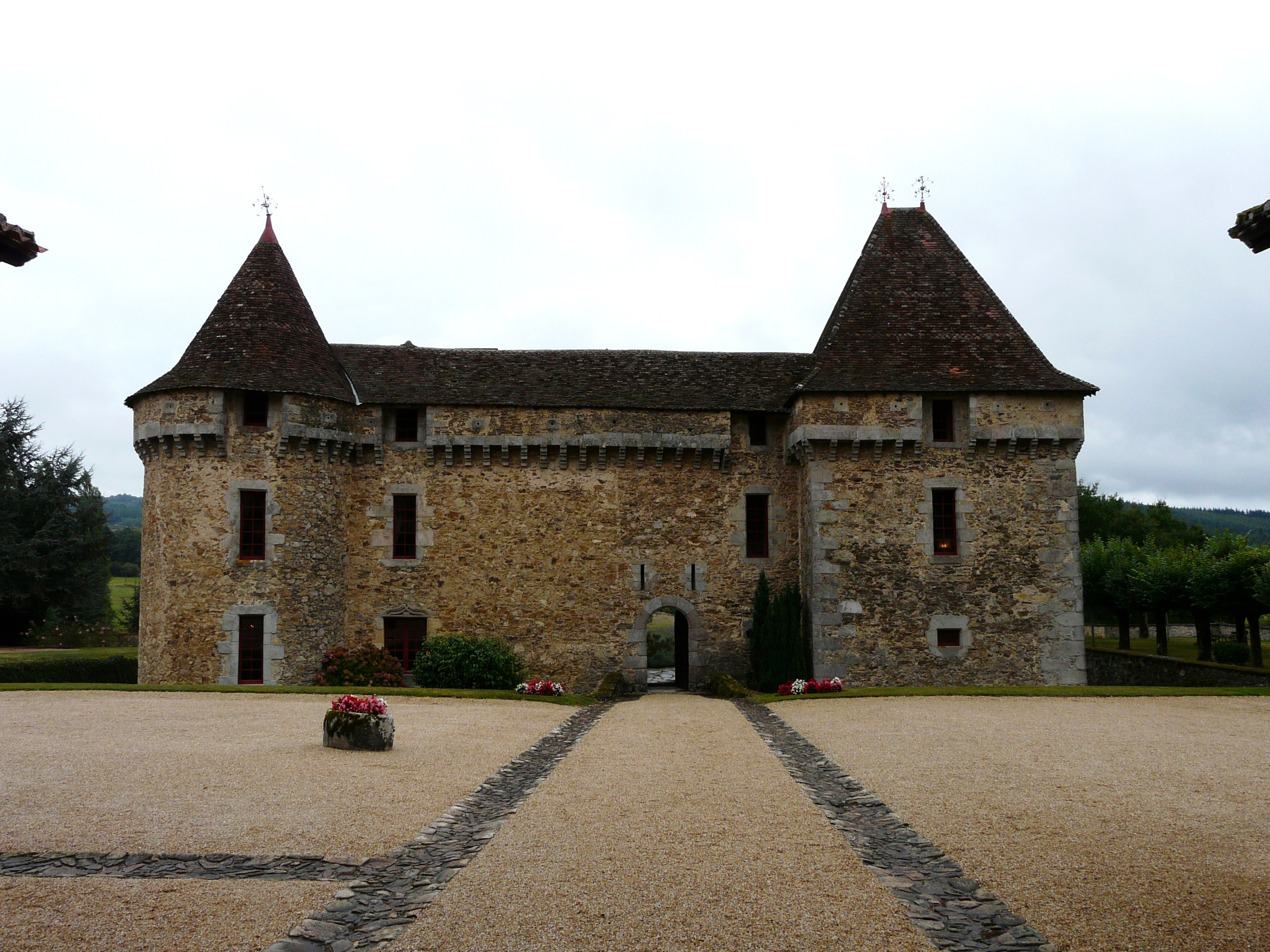
Das Château de Vieillecour
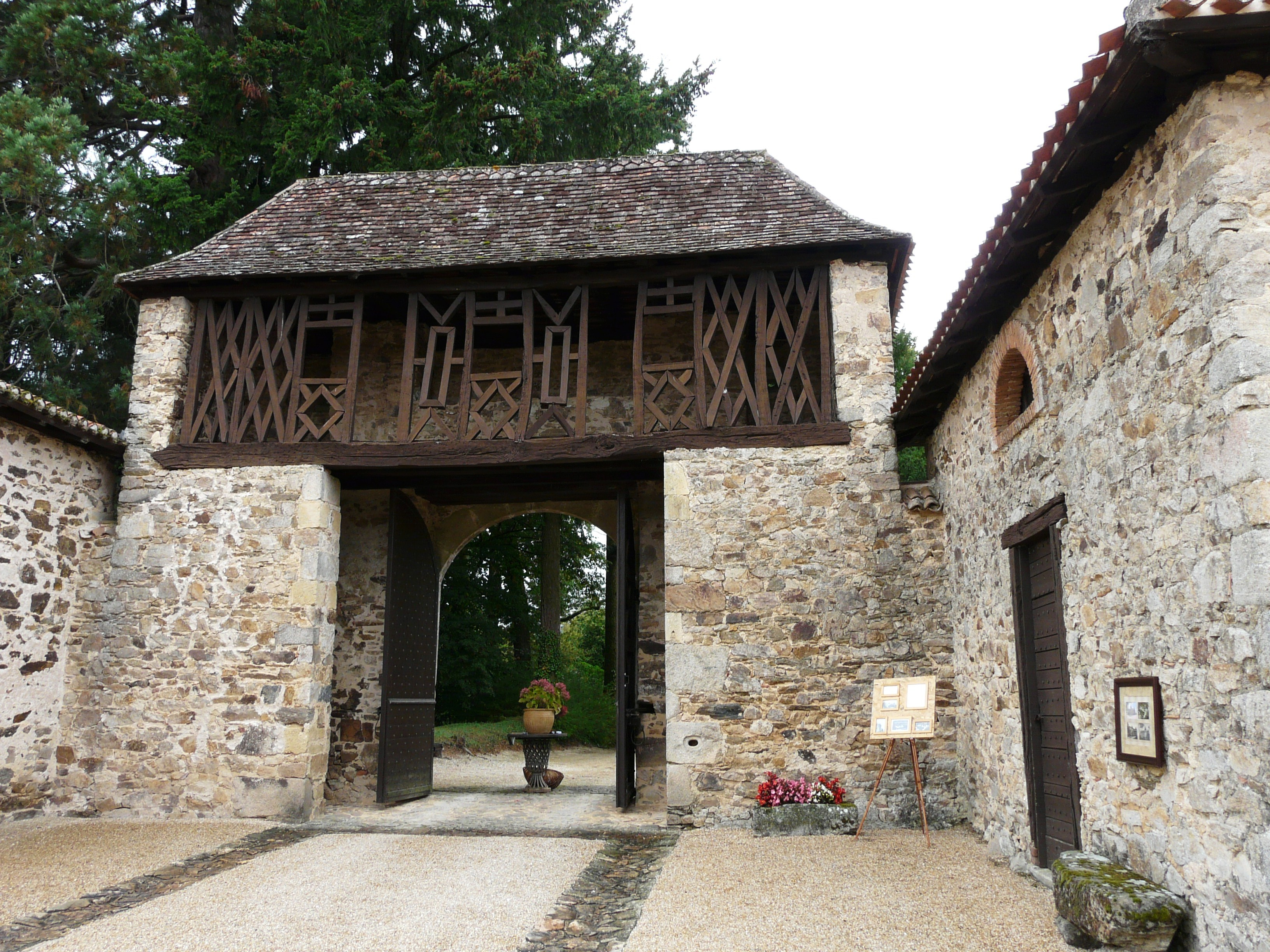
Eingang zum Château de Vieillecour
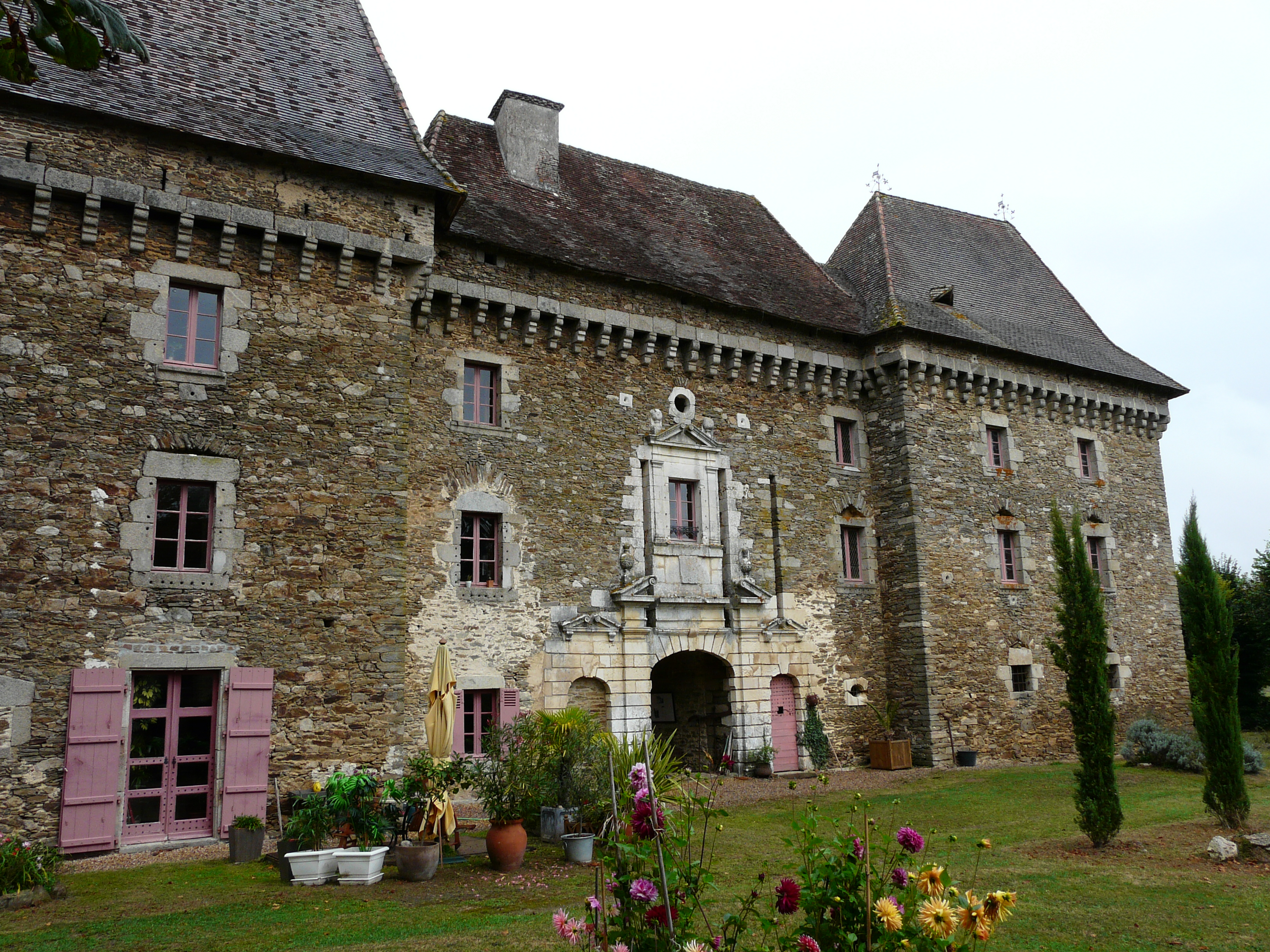
Château de Frugie, Südwesttrakt
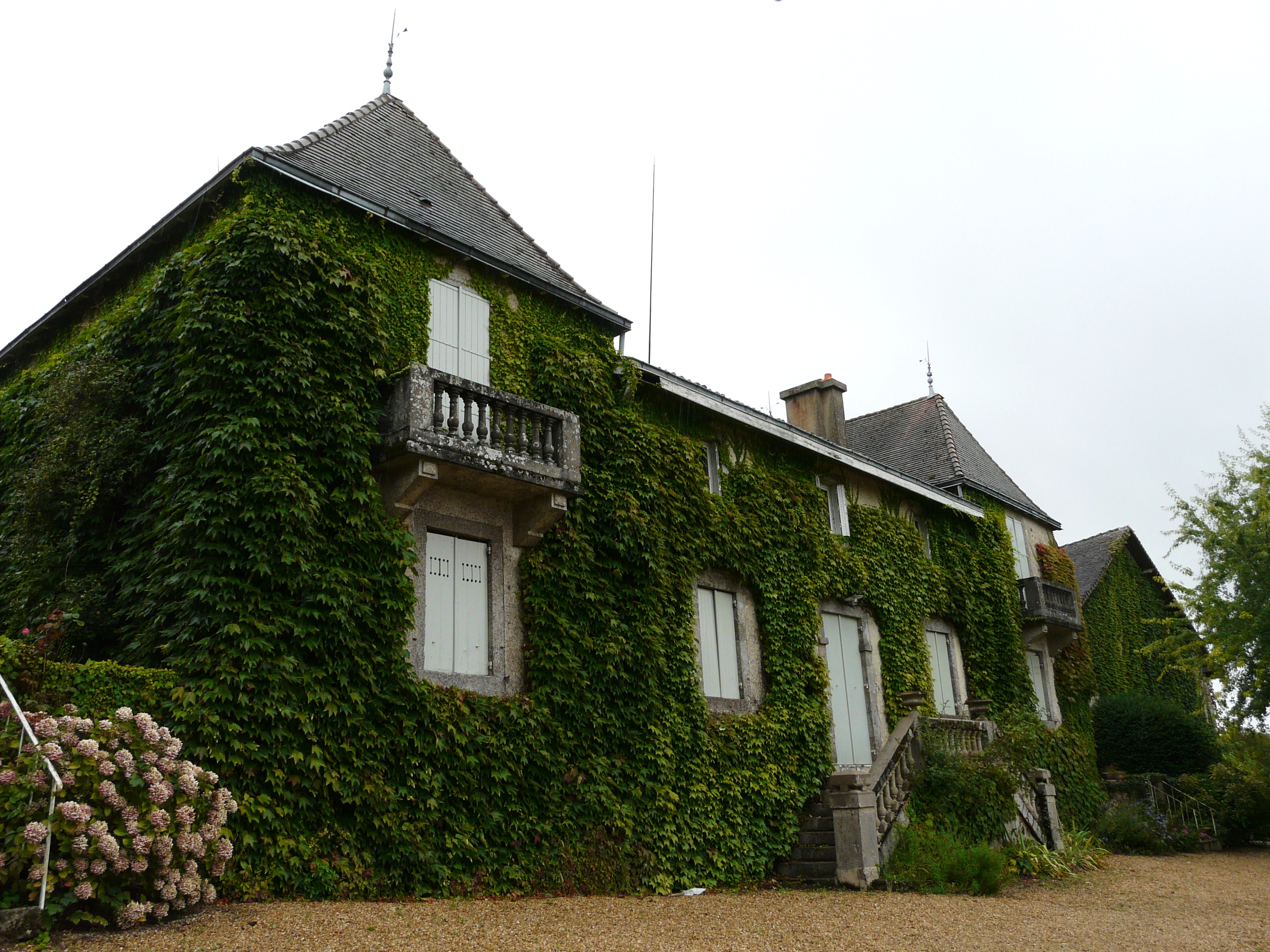
Château de Montcigoux
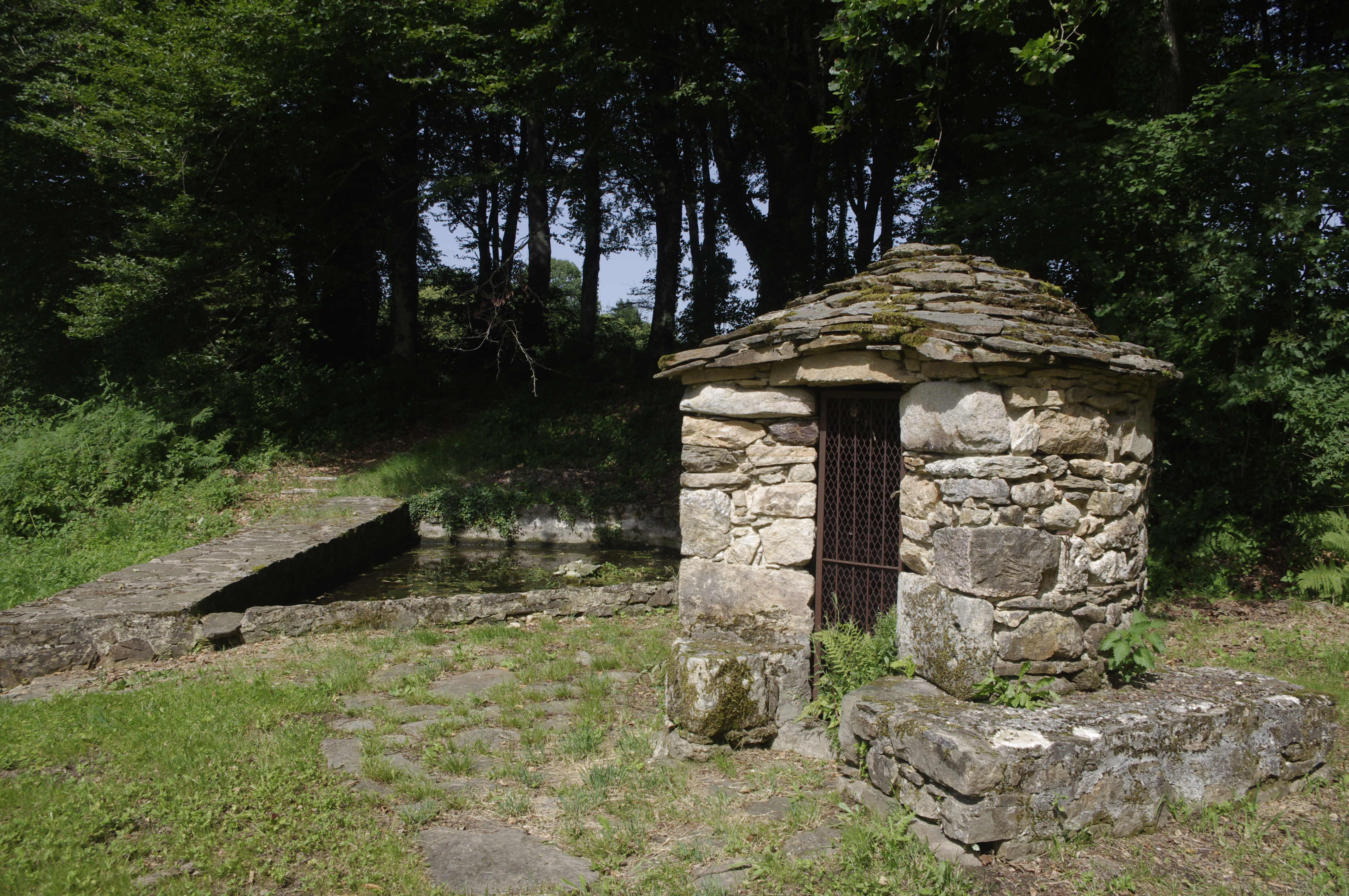
Borie an der Quelle von Montcigoux
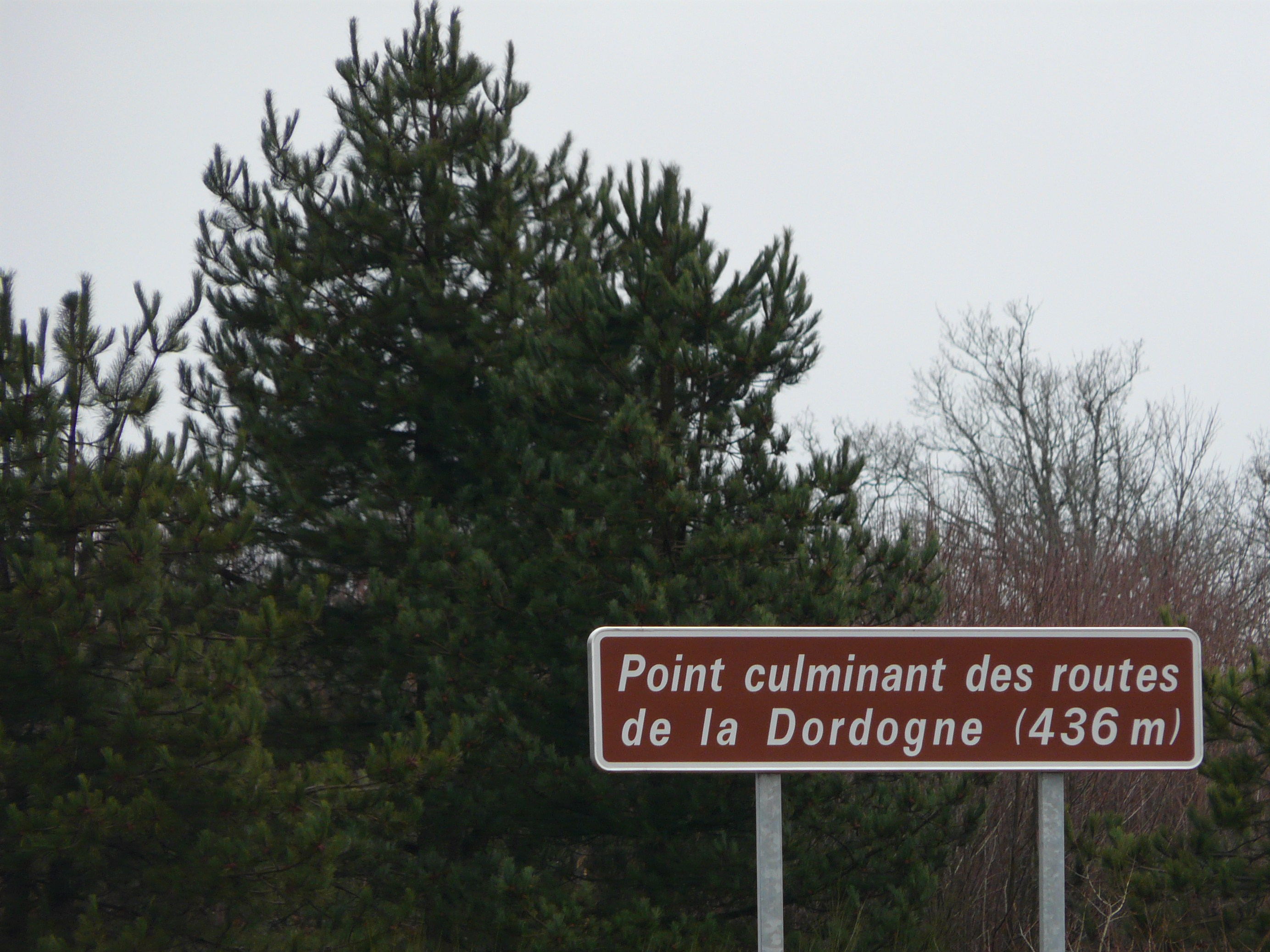
Höchster Straßenpunkt mit 436 Meter im Département Dordogne an der RN 21